# Живко Серафимовски
Живко Серафимовски – Аджия е писател и общественик от Република Македония с изявено българско самосъзнание.

## Биография
Живко Серафимовски е роден на 30 юли 1928 година в град Тетово, тогава в Кралство Югославия. Средно образование получава в Скопие. През 1949 година е осъден на 4 години затвор от югославските власти заради участие в ученическа група на ВМРО, които излежава в концлагера Идризово. След освобождението си завършва Икономическия факултет на Скопския университет и работи като университетски преподавател, икономист и журналист. Автор е на специализирани икономически трудове, хумористични разкази и политическа сатира.
Умира на 23 октомври 2012 година в Скопие след тежко боледуване.